# Арбузовка (Ивантеевский район)
Арбузовка — село в Ивантеевском районе Саратовской области, в составе сельского поселения Раевское муниципальное образование.
Население - 531 (2010)

## Физико-географическая характеристика
Село находится в Заволжье, на правом берегу реки Малый Иргиз. Высота центра населённого пункта - 65 метроа над уровнем моря. Почвы: чернозёмы южные.
Село расположено примерно в 4 км по прямой северо-западнее районного центра села Ивантеевка. По автомобильным дорогам расстояние до районного центра составляет 8,7 км, до областного центра города Саратов - 290 км, до Самары - 150 км.

## История
Владельческая деревня Благодатное (она же Арбузовка) упоминается в Списке населённых мест Российской империи по сведениям за 1859 год. Деревня по левую сторону почтовой дороги из города Николаевска в Самару и относилась к Николаевскому уезду Самарской губернии. В деревне проживали 336 мужчин и 355 женщин. Согласно Списку населённых мест Самарской губернии по сведениям за 1889 год село Арбузовка (оно же Булычёвка) относилось к Ивантеевской волости Николаевского уезда. Село населяли бывшие владельческие крестьяне, русские, православные и раскольники, всего 1533 жителя. В селе имелись церковь и мужская школа. Согласно переписи 1897 года в селе проживало 959 человек, из них православных - 839, старообрядцев (поморского толка) - 120
Согласно Списку населённых мест Самарской губернии 1910 года село Арбузовка (оно же Благодатное) населяли преимущественно бывшие удельные крестьяне, русские, православные и раскольники, 342 мужчины и 324 женщины, в селе имелись церковь и церковно-приходская школа. Земельный надел составлял 1962 десятины удобной и 211 десятин неудобной земли.

## Население
Динамика численности населения по годам:
| Годы      | 1859 | 1889 | 1897 | 1910 | 2002 |
| --------- | ---- | ---- | ---- | ---- | ---- |
| Население | 691  | 1533 | 959  | 666  | 590  |

| 2002 | 2010 |
| ---- | ---- |
| 590  | ↘531 |

Национальный состав
Согласно результатам переписи 2002 года русские составляли 83 % населения села.